# Liste der Bischöfe und Erzbischöfe von Zagreb
Die folgenden Personen waren Bischöfe und Erzbischöfe von Zagreb beziehungsweise Agram (Kroatien).

## Bischöfe
- 1093 Duh von Hahót
- 1102 Sigismund
- 1103–1113 Manases
- 1116–1131 Francika
- 1131–1140 Macilin
- 1142–1155 Verblen
- 1156–1161 Gotšald
- 1162–1172 Bernald von Catalaunia
- 1172–1185 Prodan
- 1185–1188 Ugrin
- 1193–1205 Dominik
- 1205–1214 Gothard
- 1215–1225 Stjepan I.
- 1225–1247 Stjepan II. Babonić
- 1248–1262 Philipp
- 1263 Farkazij
- 1263–1287 Timotej
- 1287 Anton I.
- 1288–1295 Iwan I.
- 1295–1303 Mihalj
- 1303–1322 Augustin Kažotić (auch Bischof von Lucera)
- 1322–1326 Jakob I.
- 1326–1343 Ladislav von Kabola
- 1343–1348 Jakob von Piacenza
- 1348–1349 Dionizije Lacković
- 1350–1356 Nikola I.
- 1356–1375 Stjepan III. Kaniški (von Kanizsay)
- 1376–1378 Demitrij
- 1379–1386 Pavao von Horvata
- 1386–1394 Ivan Smilo Bohemus
- 1394–1398 Ivan Šipuški
- 1397–1406 Eberhard Alben
- 1406–1409 Andreas Scolari (auch Bischof von Großwardein)
- 1410–1420 Eberhard Alben (erneut)
- 1421–1433 Johannes Albeni (Ivan Alben) (auch Bischof von Wesprim und Fünfkirchen)
- um 1437 Ivan
- 1438 Abel Kristoforov aus Korčula
- 1440–1454 Benedikt de Zolio
- 1454–1464 Toma de Debrenthe (Tamás Debrenthey) (auch Bischof von Nitra)
- 1465–1466 Demetrij Čupor Moslavački
- 1466–1499 Osvald Thuz
- 1500–1510 Luka Baratin de Segedino (von Szegedin)
- 1511 Tamás Bakócz (Toma Bakač Erdödy) (auch Erzbischof von Gran)
- 1511–1518 Ivan Bakač Erdödy
- 1519–1543 Šimun Erdödy
- 1543–1548 Nikolaus Olaho (Nikola Olah)
- 1548–1550 Wolfgang Vuk de Gyula
- 1550–1557 Pavao Gregorijanec
- 1558–1563 Matija Bruman
- 1564–1578 Juraj Drašković von Trakošćan
- 1578–1584 Ivan Kranjčić Moslavački
- 1585–1588 Petar Herešinec (1585–1588)
- 1588–1596 Gašpar Stankovački
- 1598–1602 Nikola Zelnicaj Stepanić
- 1603–1611 Šimun Bratulić
- 1611–1628 Petar Domitrović
- 1628–1637 Franjo Ergelski Hasanović
- 1637–1642 Benedikt Vinković
- 1643–1647 Martin Bogdan
- 1648–1667 Petar Petretić
- 1667–1687 Martin Borković
- 1688–1694 Aleksandar Ignacije Mikulić Brokunovečki
- 1694–1703 Stjepan Seliščević
- 1703–1708 Martin Brajković
- 1708–1722 Mirko Eszterházy
- 1723–1748 Juraj Branjug
- 1748–1751 Franjo Klobusiczky
- 1751–1769 Franjo Thauszy
- 1770–1772 Ivan Krstitelj Paxy
- 1772–1786 Josip Galjuf (Galyuff)
- 1787–1827 Maksimilijan Vrhovac
- 1829–1837 Aleksandar Alagović
- 1837–1853 Juraj Haulik de Váralya

## Erzbischöfe
1852 wurde die Diözese Zagreb in den Rang einer Erzdiözese erhoben, sodass Juraj Haulik zum ersten Zagreber Erzbischof wurde.
- 1853–1869 Juraj Kardinal Haulik de Váralya
- 1870–1891 Josef Kardinal Mihalović
- 1894–1914 Juraj Posilović
- 1914–1937 Antun Bauer (Anton Bauer)
- 1937–1960 Alojzije Kardinal Stepinac
- 1960–1970 Franjo Kardinal Šeper
- 1970–1997 Franjo Kardinal Kuharić
- 1997–2023 Josip Kardinal Bozanić
- seit 2023 Dražen Kutleša